# Vittaria wooroonooranii
Vittaria wooroonooranii là một loài dương xỉ trong họ Pteridaceae. Loài này được F.M.Bailey mô tả khoa học đầu tiên năm 1889.
Danh pháp khoa học của loài này chưa được làm sáng tỏ. 